# Hiram Walden
Hiram Walden (* 21. August 1800 in Pawlet, Vermont; † 21. Juli 1880 in Waldenville, New York) war ein US-amerikanischer Jurist und Politiker. Zwischen 1849 und 1851 vertrat er den Bundesstaat New York im US-Repräsentantenhaus.

## Werdegang
Hiram Walden besuchte Bezirksschulen. 1818 zog er nach Berne im Albany County und 1821 von dort nach Waldenville im Schoharie County. Walden ging der Herstellung von Äxten nach. Er war Generalmajor in der Miliz. 1836 saß er in der New York State Assembly. Er war 1842 ein Supervisor in der Town von Wright. Politisch gehörte er der Demokratischen Partei an.
Bei den Kongresswahlen des Jahres 1848 für den 31. Kongress wurde Walden im 21. Wahlbezirk von New York in das US-Repräsentantenhaus in Washington, D.C. gewählt, wo er am 4. März 1849 die Nachfolge von George A. Starkweather antrat. Da er auf eine erneute Kandidatur im Jahr 1850 verzichtete, schied er nach dem 3. März 1851 aus dem Kongress aus. Während dieser Zeit hatte er den Vorsitz im Committee on Patents.
Nach seiner Kongresszeit nahm er wieder seine früheren Geschäftstätigkeiten auf. Ferner arbeitete er im Zollamt in New York City. Seinen Ruhestand verbrachte er bis zu seinem Tod am 21. Juli 1880 in Waldenville und wurde dann auf dem Pine Grove Cemetery in Berne beigesetzt.